# Svarta legenden
Den svarta legenden, La Leyendra Negra, är en beskrivning av negativa historiska skildringar av Spanien och spanjorer, till skillnad från den motsatta vita legenden. Uttrycket skapades på 1910-talet, men "svarta legender" har funnits ända sedan 1600-talet.
Att Sverige var en ledande makt vid Trettioåriga kriget på 1600-talet torde ha bidragit också till den negativa bilden av Spanien i Sverige.
Carl Snoilsky, som ägnat flera dikter åt Spanien, har en om Svarta legenden. Det lyder: "Vem kan ej utantill en gammal läxa - att Spanien är för ödesmål till spillo - då snillen annorstäds likt svampar gror".
Som det första bidraget till den svarta legenden brukar dock räknas Bartolomé de las Casas skildringar av conquistadorernas övergrepp mot indianer. Även berättelser om spanska inkvisitionen räknas dit. Till moderna svarta legender hör beskrivningar av Spanien under Franco.
Den svenske historikern Sverker Arnoldsson har lämnat viktiga bidrag till svarta legendens vetenskapliga utforskande.